# Associazione Calcio Ospitaletto 1993-1994
Questa voce raccoglie le informazioni riguardanti l'Associazione Calcio Ospitaletto nelle competizioni ufficiali della stagione 1993-1994.

## Rosa
| N. |                   | Ruolo | Calciatore         |
| -- | ----------------- | ----- | ------------------ |
|    | Italia (bandiera) | A     | Michele Albarello  |
|    | Italia (bandiera) | P     | Maurizio Bonati    |
|    | Italia (bandiera) | A     | Giorgio Carbone    |
|    | Italia (bandiera) |       | Cavagnin           |
|    | Italia (bandiera) | C     | Omar Danesi        |
|    | Italia (bandiera) | A     | Antonino Di Maggio |
|    | Italia (bandiera) | A     | Antonio Di Natale  |
|    | Italia (bandiera) | C     | Alessandro Ettori  |
|    | Italia (bandiera) | C     | Antonio Filippini  |
|    | Italia (bandiera) | C     | Emanuele Filippini |
|    | Italia (bandiera) | C     | Massimo Giannelli  |

| N. |                   | Ruolo | Calciatore          |
| -- | ----------------- | ----- | ------------------- |
|    | Italia (bandiera) | D     | Piermario Granzotto |
|    | Italia (bandiera) | C     | Federico Lunardon   |
|    | Italia (bandiera) | D     | Jozsef Negyedi      |
|    | Italia (bandiera) | C     | Davide Onorini      |
|    | Italia (bandiera) | D     | Ivan Pelati         |
|    | Italia (bandiera) | A     | Maurizio Piccaluga  |
|    | Italia (bandiera) | D     | Marco Romele        |
|    | Italia (bandiera) | D     | Ivan Tolotti        |
|    | Italia (bandiera) |       | Tonoli              |
|    | Italia (bandiera) | D     | Andrea Turato       |